# Fistulinella viscida
Espèce
Fistulinella viscida, la Fistulinelle viscidule, est une espèce de champignons basidiomycètes d'Australie du genre Fistulinella de la famille des Boletaceae.

## Nom binomial accepté
Fistulinella viscida (McNabb) Singer 1978

## Synonymes
- Porphyrellus viscidus McNabb 1967
- Mucilopilus viscidus (McNabb) Wolfe 1979

## Habitat
- Australie
- Nouvelle-Zélande